# Villa Deliella
Villa Deliella era una dimora nobiliare dei principi Deliella, in stile liberty, situata in piazza Francesco Crispi a Palermo. Costruita nel 1905, venne abbattuta nel 1959 durante il cosiddetto sacco di Palermo.

## Storia
La residenza fu progettata dall'architetto Ernesto Basile nel 1898 per la famiglia dei principi Deliella, i coniugi Anita Drogo di Pietraperzia e Nicolò Lanza, un ramo dei Lanza Branciforte.
Fu completata tra il 1907 e il 1909, dal costruttore Salvatore Rutelli. Gli arredi erano dello Studio Ducrot.
Nel 1954 l'assessorato ai beni culturali della Regione Siciliana aveva vincolato la villa in quanto una delle opere del Basile. Il comune di Palermo però lo revocò in quanto formalmente non erano passati 50 anni dal suo completamento.
Nel 1959 una variante del piano regolatore di Palermo fu approvata dal consiglio comunale e a cui furono apportati centinaia di emendamenti, in accoglimento di istanze di privati cittadini; le varianti apportate al piano permettevano di costruire nell'area di via Libertà, dove allora si concentravano le residenze private Liberty costruite tra la fine dell'Ottocento e i primi del Novecento: avvenne così il cosiddetto sacco di Palermo. Vennero sottoposti al consiglio comunale i piani per demolire Villa Deliella, con l'accordo dell'ultimo proprietario Franco Lanza di Scalea, e vennero approvati in gran fretta il 28 novembre in modo che la demolizione potesse cominciare nel pomeriggio stesso e concludersi entro pochi giorni , così da evitare il vincolo dei beni culturali.
I permessi per le nuove costruzioni però non furono più rilasciati e da allora l'area è stata utilizzata come parcheggio abusivo.
Nel novembre 2015 ad opera di due architetti è stata lanciata la proposta di ricostruire la villa utilizzando i progetti originali del Basile ancora conservati dalla famiglia e destinarla a sede del museo del liberty palermitano. Proposta che inizialmente non ha avuto seguito, ma nel 2021 la Regione Siciliana ha stanziato tre milioni di euro per acquisire l'area e farvi sorgere un museo del liberty siciliano.